# Мацури Хино
Мацури Хино (на японски: 樋野まつり) е японска създателка на манга. Родена е в японския град Сапоро, който е административен център на префектура Хокайдо.

## Биография
Първата манга, създадена от бившата собственичка на книжарница Мацури Хино, е „Kono Yume ga Sametara“ (на английски: „When This Dream Is Over“), издадена в списанието „LaLa DX“ през 1995 г. Хино става мангака, девет месеца след като го решава. С успеха на нейните поредици Toraware no Minoue (на английски: „Captive Hearts“) и MeruPuri, Хино се утвърждава в света на шоуджо мангата. Най-новата манга от авторката Vampire Knight, се издава в месечните списания „LaLa“ за Япония и „Shojo Beat“ за САЩ.

## Избрано творчество
| Име                           | Оригинално име             | Статус         | Издадени тома |
| ----------------------------- | -------------------------- | -------------- | ------------- |
| Captive Hearts                | とらわれの身の上           | завършена      | 5             |
| Spring Brings Sakura Blossoms | 春わ桜                     | завършена      | 1             |
| MeruPuri: The Märchen Prince  | めるぷり メルヘン☆プリンス | завършена      | 4             |
| WANTED                        | WANTED                     | завършена      | 1             |
| Vampire Knight                | ヴァンパイア騎士(ナイト)   | все още излиза | 8             |